# San José del Rincón (Argentina)

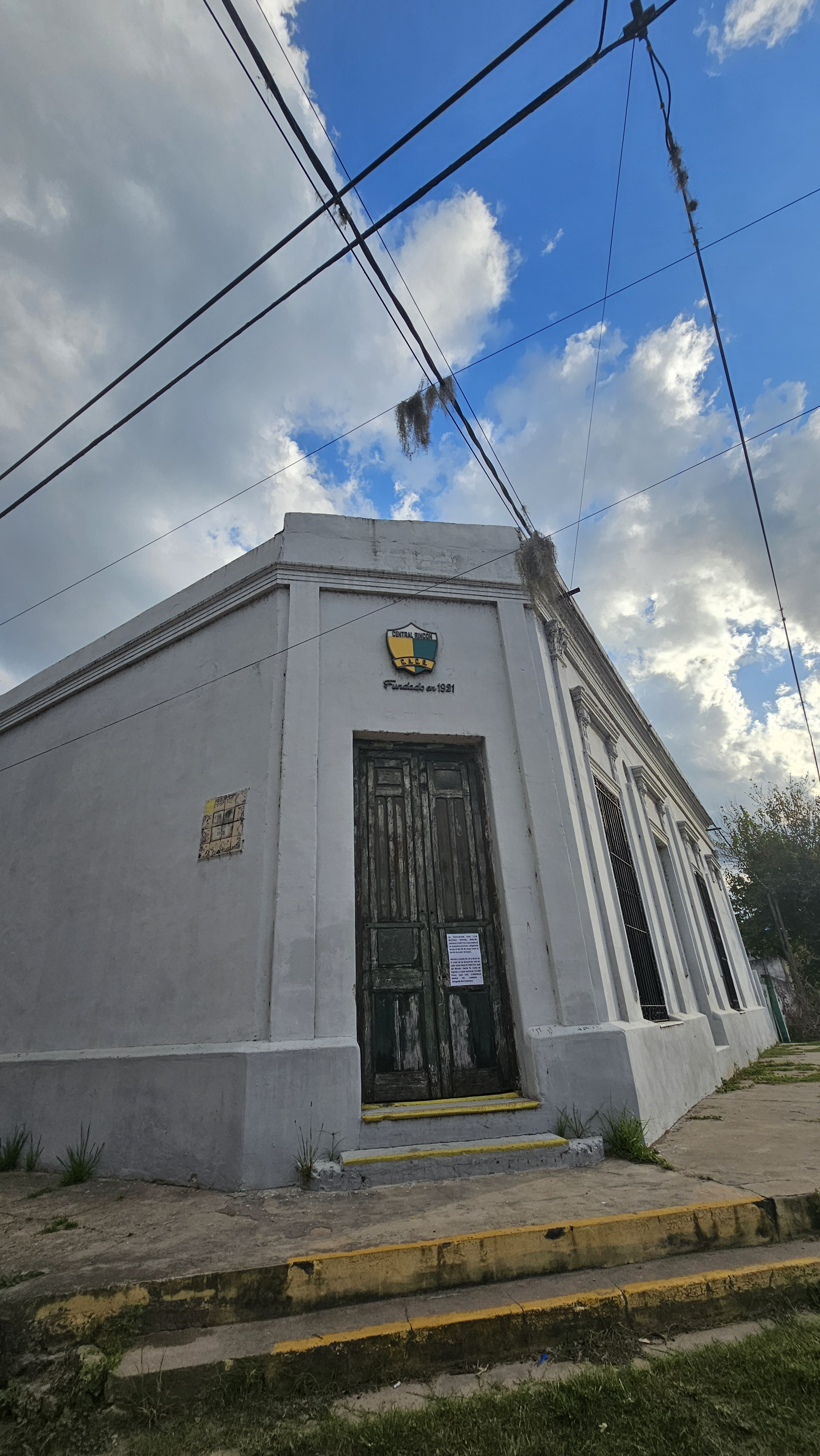
Club Central San Jose De Rincón

San José del Rincón es una ciudad argentina del departamento La Capital en la provincia de Santa Fe, no tiene fecha de fundación , si, de escrituración el 7 de diciembre de 1580, por vecinos de Santa Fe la Vieja que decidieron asentarse en los márgenes del arroyo Ubajay y río Colastiné por entonces terrenos de propiedad Antón Martín. Existe conurbación con Santa Fe, conformando el Gran Santa Fe.
Se encuentra a 7 km al norte de la cabecera departamental y capital provincial, Santa Fe de la Vera Cruz. En 2010 contaba con 10,178 habitantes (Indec, 2010), lo que representa un crecimiento del 44 % frente a los 7,068 habitantes (Indec, 2001) del censo anterior. Junto con Arroyo Leyes y Colastiné Norte conforman el llamado "corredor de la Ruta 1", con una población permanente superior a los 40 mil habitantes y en franco ascenso. Cabe destacar que durante el verano y los fines de semana esta zona llega hasta triplicar su población.

## Intendentes
- (2013-2017) Carlos Sánchez (FPCyS)
- (2017-2021) Silvio González (FPCyS)
- (2021-    ) Andrés Soperez (Unidos para Cambiar Santa Fe)

## Creación de la Comuna

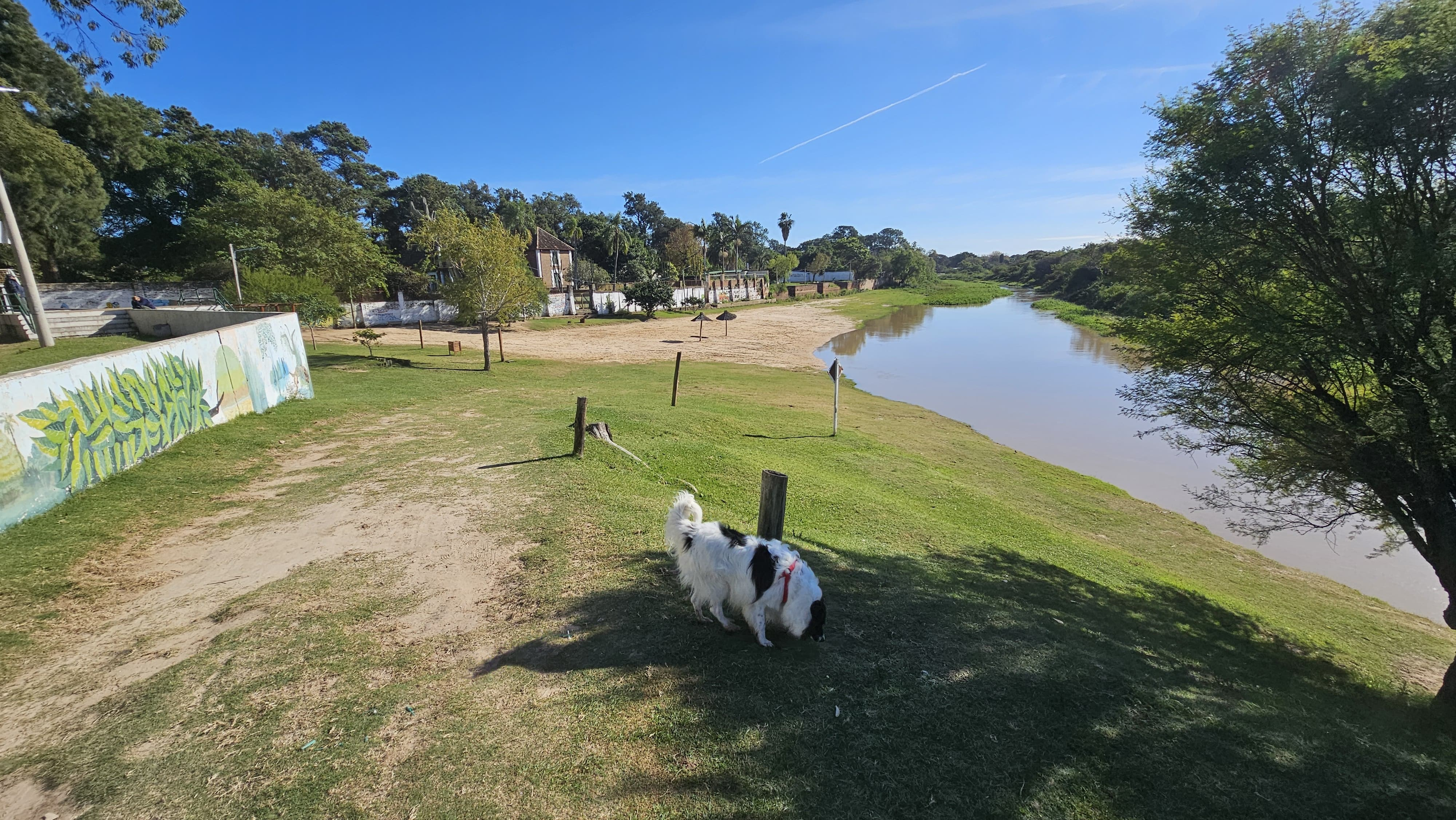
Balneario Municipal Luis Beney, en otoño

- Balneario Municipal Luis Beney, en otoño 21 de noviembre de 1991, por ley provincial.
- El 23 de mayo de 2013 es declarada ciudad por ley provincial.

## Museo

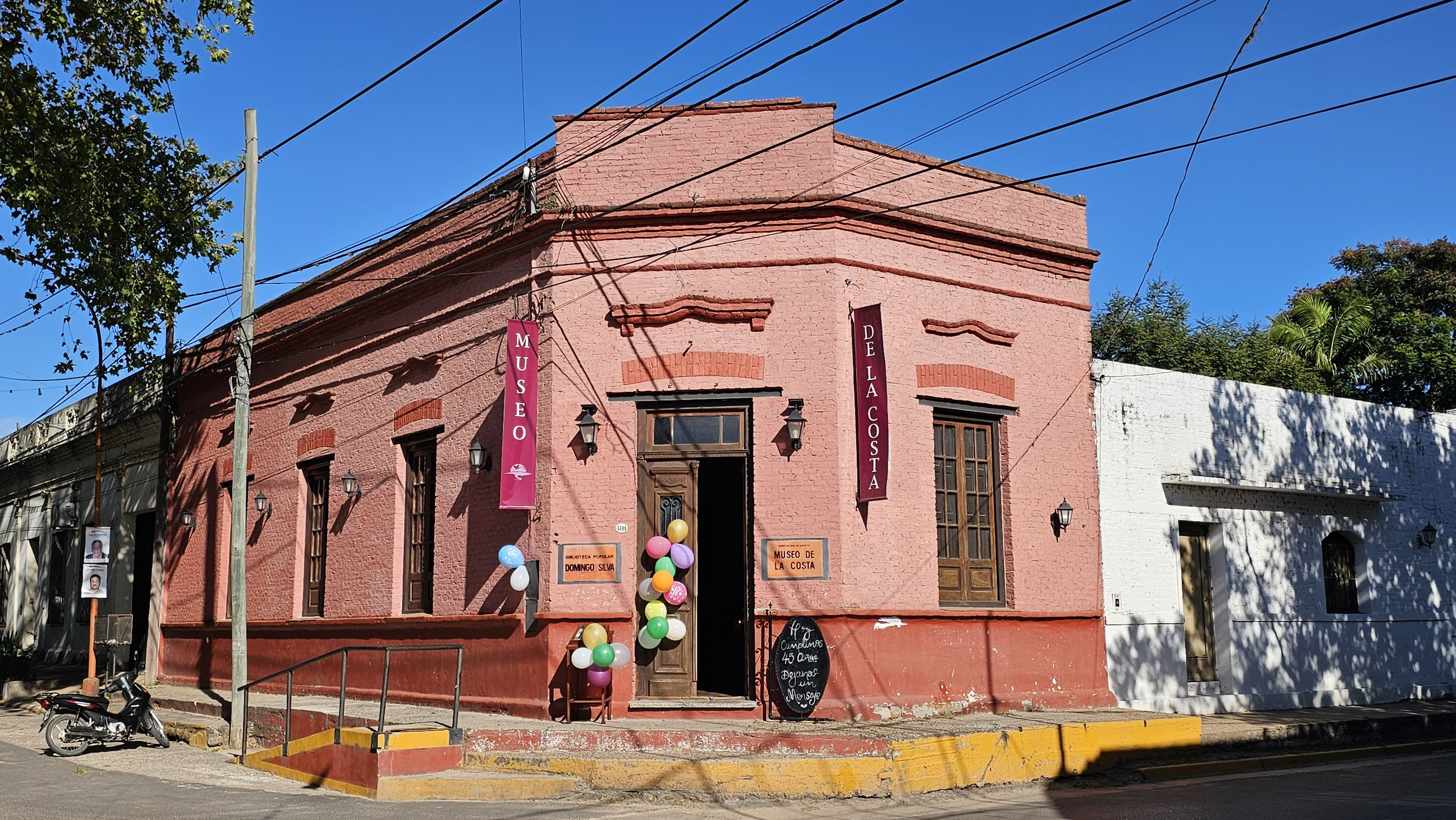
Museo de la Costa Regional y Tradicional

- Museo de la Costa Regional y TradicionalMuseo de la Costa Regional y Tradicional

## Sitios históricos
- Parroquia Nuestra Señora del Carmen

## Radio FM 98.1 "La Nueva Estación Rincón"
- https://www.nuevaestacion981.com.ar La Nueva Estación 98.1 MHz.] Ahora también cuenta con su canal en la grilla de canales locales en la señal 21.2 de Telecable Digital
- LRS909 107.3 MHz. (Escolar)
- LRM878 San José 107.7 MHz.

## Bibliotecas
- Del Centro Cultural Popular

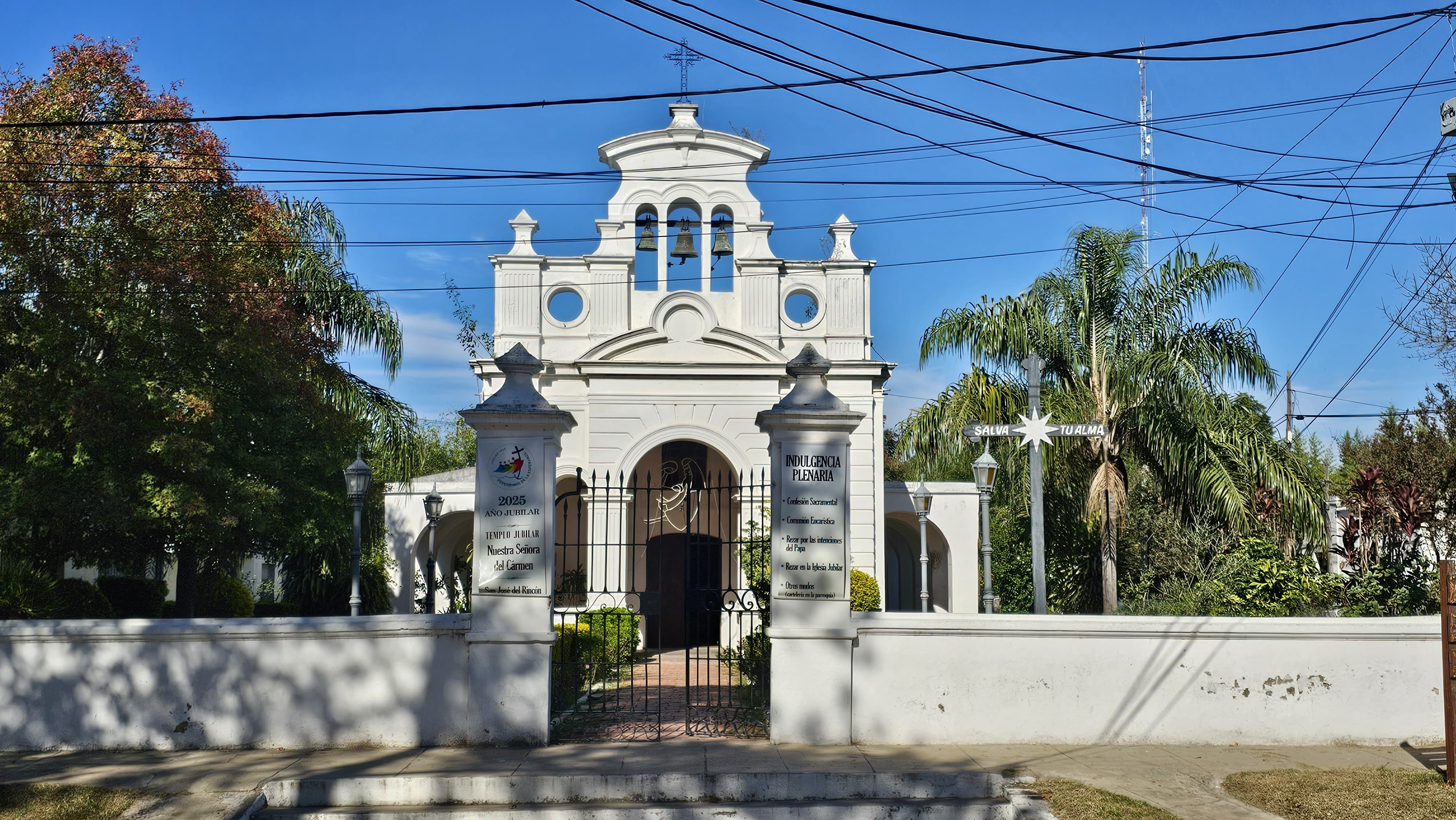
Parroquia Nuestra Señora del Carmen

- Parroquia Nuestra Señora del CarmenJosé Pedroni, Esc. Téc. N.º 324) Popular
- Biblioteca Popular Domingo Guzmán Silva

## Camping Comunal
- Zona rural, de diciembre a marzo.

## Parroquias de la Iglesia católica en San José del Rincón
| Arquidiócesis | Santa Fe de la Vera Cruz  |
| ------------- | ------------------------- |
| Parroquia     | Nuestra Señora del Carmen |